# Badikhel
Badikhel (nep. बडिखेल) – gaun wikas samiti w środkowej części Nepalu w strefie Bagmati w dystrykcie Lalitpur. Według nepalskiego spisu powszechnego z 2001 roku liczył on 579 gospodarstw domowych i 3212 mieszkańców (1556 kobiet i 1656 mężczyzn).